# Robert Eucher
Robert Eucher (1884 – 1940,) est un footballeur français évoluant au poste d'ailier.

## Carrière
Robert Eucher évolue à l'AS Française de 1907 à 1910. Durant cette saison, il connaît sa première et unique sélection en équipe de France de football. Il affronte sous le maillot bleu lors d'un match amical le 10 mai 1908 l'équipe des Pays-Bas de football, en remplacement d'Émile Sartorius, retenu dans le Nord pour ses devoirs d’électeur. Les Néerlandais s'imposent sur le score de 4-1, Eucher livre une prestation plutôt anonyme.
Caissier dans le civil, il a été appelé sous les drapeaux au sein du 101e Régiment d'Infanterie. Après sa carrière, il intégrera l’agence Havas à Paris.